# Фондация (роман)
Вижте пояснителната страница за други значения на Фондация.
„Фондация“ (на английски: Foundation) е първата книга от поредицата на американския писател фантаст Айзък Азимов, „Фондация“. Книгата представлява сборник от пет кратки разказа, които заедно оформят цялостен сюжет. Разказите са публикувани за пръв път като една книга през 1951 г. в САЩ.
В България книгата е издадена за последно през 2008 година като част от цялостен сборник „Фондация Том Първи“ от издателство Бард.

## Главни действащи лица
- Хари Селдън: Математик и създател на Психоисторията
- Гаал Дорник: Математик и наследник на Селдън
- Салвор Хардин: Първи кмет на Терминус
- Хобер Малоу: Първи търговски владетел на Терминус
- Ексел Горов: Търговец и агент на Фондацнията осъден на смърт на Аскон
- Лимар Понйетс: Търговец и представител на Фондацията, освобождава Горов чрез подкуп

## Сюжет

### Психоисториците
(разказ, публикуван за пръв път през 1951)
Първият разказ започва на Трантор, главната планета на дванадесет хиляди годишната Галактическа империя. Читателят е запознат с идеята за Психоисторията и нейния създател Хари Селдън, през очите на математика Гаал Дорник. Гаал Дорник, новопристигнал на планетата, бива въвлечен в интригата между Селдън и Империята. Дорник става свидетел на събитията, които водят до официалното създаване на Фондацията.

### Енциклопедистите
(разказ, публикуван за пръв път през май 1942)
Петдесет години след събитията от първия разказ, Фондацията от енциклопедисти разработват научния си труд на планетата Терминус. Предвидените събития относно разпада на Галактическата империя започват да се сбъдват. Населението на Терминус се оказва обкръжено от агресивни съседни страни, които се откъсват от владението на Империята и започват да водят борба за надмощие помежду си. Безсилният кмет на Терминус Салвор Хардин се сблъсква с научното ръководство на Фондацията в опита си да защити планетата от външна агресия. Разказът завършва с разкритието, че Хари Селдън е манипулирал събитията до момента, и че истинската цел на Фондацията е да създаде нова империя сред хаоса на бъдещите 1000 години.

### Кметовете
(разказ, публикуван за пръв път през юни 1942)
Осемдесет години след създаването на Фондацията, властта на планетата е напълно прехвърлена в ръцете на кмета Салвор Хардин. Технологичното превъзходство на Фондацията над съседните западащи цивилизации позволява на кмета да манипулира владетелите на „Четирите Кралства“. Фондацията предоставя научна подкрепа на Кралствата под формата на религиозен орден. Поддръжката и създаването на напреднали технологии, като електрогенератори, осветление и космически кораби е кодифицирано в свещена религия сред населението на Кралствата.
Салвор Хардин е изправен пред нова криза, след като става ясно, че един от владетелите на съседните Кралства планува да нападне Фондацията с помощта на технологичните чудеса, които е получил от Хардин.
Терминус няма никакви средства за защита и планетата изглежда обречена до последния момент. Накрая на разказа Хари Селдън отново се появява под формата на запис и обяснява как психоисторията спасява Терминус.

### Търговците
(разказ, публикуван за пръв път през октомври 1944)
Събитията в този разказ се случват 135 години след създаването на Фондацията на планетата Терминус. Фондацията вече е истински център на политическа власт и използва търговия вместо религия, за да разпростира влиянието си.
Един от лицензираните търговци на Фондацията на име Ексел Горов е заловен и бива обвинен в нелегално разпространение на опасни предмети на планета, където наказанието за продажба на високи технологии е смърт.
Линмар Понйетес, независим търговец на Фондацията, е изпратен на мисия да спаси Ексел Горов. Пристигайки на планетата, той бързо осъзнава, че опасността затворникът да бъде екзекутиран е истинска. Понйетес започва преговори с местните лидери и постепенно убеждава един от младшите членове, Консул Ферил, да освободи затворника в замяна на подарък. Понйетес измайсторява машина, способна да превръща желязо в злато, и я предоставя на Ферил. Затворникът е освободен, а чрез подкупа Понйетес успява да създаде търговски отношения с планета, която дотогава се е противопоставяла на комерсиални контакти с Фондацията.

### Търговците – принцове
(разказ, публикуван за пръв път през август 1944)
155 години след създаването си, Фондацията се е превърнала в могъща сила на края на Галактиката. Технологичната и комерсиална власт на новата Империя с център Терминус се разпростира далеч, но продължава да среща опозиция. Три космически кораба на Фондацията са изгубени в близост до Корелианската република, водейки до притеснения относно технологичните способности на западналата държава. Опитният търговец Хобер Малоу е изпратен на мисия да открие липсващите кораби и да разпознае положението на Корел.
След като пристига на Корел, Хобер Малоу веднага е поставен пред избор на живот и смърт.

## Значимост
Първата книга от поредица, която впоследствие ще достигне седем книги и свързва другите поредици на Азимов (Галактическата империя и Роботи) в един сюжет.

### Социално влияние
Учени, икономисти и бизнесмени твърдят, че книгата на Азимов е имала значително влияние върху тяхната кариера и живот. Награденият с Нобелова награда икономист Пол Кругман казва, че е избрал да учи икономика, защото е най-близката съществуваща наука до Психоисторията.
Предприемачът и международен бизнесмен Илон Мъск също счита книгите за Фондацията за източник на вдъхновение.
Психологът Мартин Селигман описва поредицата книги като влиятелен фактор в професионалния си живот, заради използването в книгите на психология за предвиждане на социологични събития. Селигман твърди, че първото успешно предвиждане на социологични събития, изборите в САЩ през 1998, се дължи на психологични принципи.